# Festival di Sanremo 1977

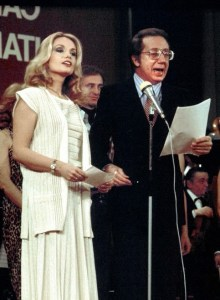
I presentatori del Festival Maria Giovanna Elmi e Mike Bongiorno

Il ventisettesimo Festival di Sanremo si svolse al teatro Ariston di Sanremo dal 3 al 5 marzo 1977 con la conduzione di Maria Giovanna Elmi e Mike Bongiorno che affiancò la conduttrice nella serata finale.
La direzione musicale fu curata dal maestro Riccardo Vantellini. Invece, i commentatori radiofonici della manifestazione furono Adriana Asti e Umberto Eco.
Dopo 26 edizioni nella storica sede del Casinò, il Festival dovette traslocare per lavori di ristrutturazione dell'edificio; fu scelto il teatro Ariston che, originariamente inteso come sistemazione temporanea, divenne in seguito la nuova sede permanente del Festival fatta eccezione per l'edizione del 1990. La scelta della nuova sede ebbe, tra i vari effetti, quello di far calare il prezzo dei biglietti di quasi tre quarti. In un embrione di quello che sedici anni dopo sarebbe diventato il "Dopofestival", Maurizio Costanzo condusse una trasmissione sul primo canale Rai in seconda serata, dedicata a un dibattito sulla musica leggera tra giornalisti, cantanti e pubblico.
Nelle due serate iniziali, trasmesse solo radiofonicamente e condotte da Maria Giovanna Elmi, su idea di Vittorio Salvetti furono realizzati dei mini spettacoli da parte dei cantanti in gara (questa formula sarà poi ripresa da Pippo Baudo per l'edizione 2003 del Festival). Peraltro, la Rai interruppe il collegamento con la serata finale addirittura prima che venisse annunciato il verdetto del vincitore.
Per la prima volta nei primi tre posti figurarono tre gruppi: a riportare la vittoria furono gli Homo Sapiens con Bella da morire davanti ai Collage, secondi con Tu mi rubi l'anima, e ai Santo California, al terzo posto del podio con Monica. Donatella Rettore, alla sua seconda partecipazione, lanciò caramelle sul pubblico durante la sua esibizione.
Il 6 marzo, la domenica successiva alla finale, sempre al Teatro Ariston fu realizzato un galà per i 100 anni di registrazioni sonore, presentato da Alberto Lupo.
Parteciparono esponenti del mondo del jazz, della lirica e di altri generi musicali.
Intervennero al programma gli stessi Homo Sapiens, freschi vincitori, Domenico Modugno, Gigliola Cinquetti e Barry White che ivi registrò uno spettacolo di circa un'ora.
La registrazione venne mandata in onda qualche mese dopo la conclusione del Festival e lo special di Barry White in settembre.
Si trattò della prima edizione irradiata a colori anche in Italia, dopo le esperienze precedenti limitate solo all'Eurovisione.
Gli Homo Sapiens furono terzi nelle classifiche di vendita post-Festival, mentre i Collage, giunti secondi, conquistarono la vetta dell'Hit Parade.

## Partecipanti

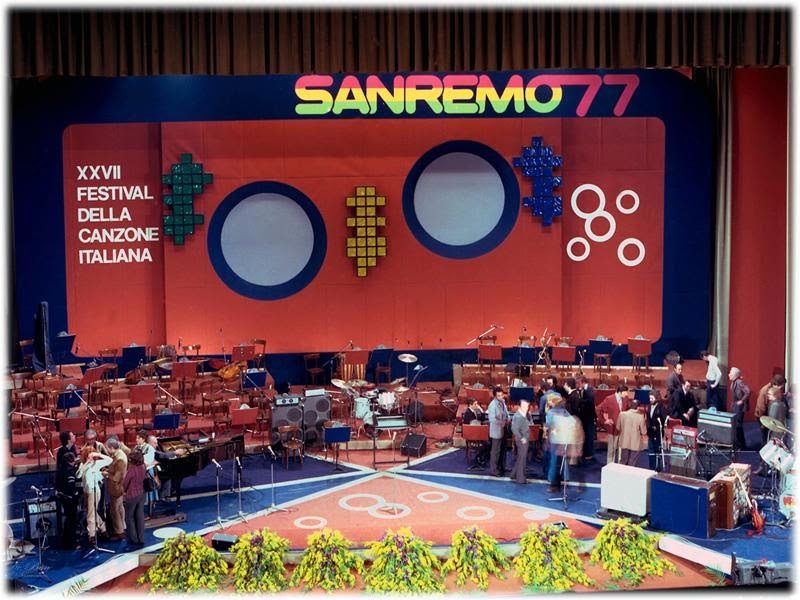
Il palco e la scenografia del Festival di Sanremo 1977, la prima visibile a colori anche per i telespettatori italiani

| Interprete               | Ultime partecipazioni al Festival |
| ------------------------ | --------------------------------- |
| Albatros                 | 1976                              |
| Collage                  | Esordienti                        |
| Daniela Davoli           | Esordiente                        |
| Donatella Rettore        | 1974                              |
| Homo Sapiens             | Esordienti                        |
| I Santo California       | Esordienti                        |
| Il Giardino dei Semplici | Esordienti                        |
| La Strana Società        | 1976                              |
| Leano Morelli            | 1976                              |
| Matia Bazar              | Esordienti                        |
| Santino Rocchetti        | 1976                              |
| Umberto Napolitano       | Esordiente                        |

## Classifica, canzoni e cantanti
| Posizione | Interprete               | Canzone            | Autori                                  | Voti ricevuti |
| --------- | ------------------------ | ------------------ | --------------------------------------- | ------------- |
| 1º        | Homo Sapiens             | Bella da morire    | R. Pareti e A. Salerno                  | 17            |
| 2º        | Collage                  | Tu mi rubi l'anima | G. Padovan e A. De Sanctis              | 7             |
| 3º        | I Santo California       | Monica             | P. Pinna, G. Simonelli e E. Palumbo     | 1             |
| F         | Umberto Napolitano       | Con te ci sto      | U. Napolitano                           |               |
| F         | Santino Rocchetti        | Dedicato a te      | S. Rocchetti e A. Lo Vecchio            |               |
| F         | Daniela Davoli           | E invece con te    | D. Davoli e M. Zarrillo                 |               |
| F         | Albatros                 | Gran Premio        | M. Vasseur, V. Pallavicini e T. Cutugno |               |
| F         | Leano Morelli            | Io ti porterei     | L. Morelli                              |               |
| F         | Matia Bazar              | Ma perché          | C. Marrale, P. Cassano e A. Stellita    |               |
| F         | Il Giardino dei Semplici | Miele              | G. Bigazzi e T. Savio                   |               |
| F         | Donatella Rettore        | Carmela            | D. Rettore e C. Rego                    |               |
| F         | La Strana Società        | Tesoro mio         | L. Albertelli, C. Conti e F. Cassano    |               |

## Regolamento
Edizione a "scontro diretto" fra due cantanti alla volta.
La giuria, composta da 25 membri, situata sotto il palco esprimeva immediatamente il voto per un cantante o per l'altro.
Curiosamente molte votazioni danno per totale di punti 24 e in un caso (Albatros vs Rettore) 26.
Fortunatamente in nessun caso, il voto mancante o in più, fu determinante per il passaggio alla fase successiva.
In semifinale arrivarono in sei, per poi ridursi a tre nella votazione finale.
Sia nella semifinale che nella finale, i brani vennero riproposti in forme ridotte (ridotte perché dopo meno di un minuto e mezzo veniva spento l'audio ai microfoni).

## Gara
Tutti i brani (prima volta nella storia del Festival) sono ammessi alla serata finale.
Durante la serata finale, si scontrarono le seguenti accoppiate, in ordine di apparizione e con il voto dato dalla giuria:

### Prima fase
| Primo sfidante           | Voti ricevuti | Secondo sfidante   | Voti ricevuti |
| ------------------------ | ------------- | ------------------ | ------------- |
| La Strana Società        | 8             | Leano Morelli      | 16            |
| Homo Sapiens             | 13            | Daniela Davoli     | 11            |
| Il Giardino dei Semplici | 14            | Matia Bazar        | 10            |
| Umberto Napolitano       | 8             | I Santo California | 16            |
| Albatros                 | 18            | Donatella Rettore  | 8             |
| Santino Rocchetti        | 6             | Collage            | 19            |

### Seconda fase
| Primo sfidante | Voti ricevuti | Secondo sfidante         | Voti ricevuti |
| -------------- | ------------- | ------------------------ | ------------- |
| Collage        | 14            | Il Giardino dei Semplici | 11            |
| Albatros       | 4             | I Santo California       | 21            |
| Leano Morelli  | 8             | Homo Sapiens             | 17            |

### Terza fase
| Primo sfidante | Voti ricevuti | Secondo sfidante   | Voti ricevuti | Terzo sfidante | Voti ricevuti |
| -------------- | ------------- | ------------------ | ------------- | -------------- | ------------- |
| Collage        | 7             | I Santo California | 1             | Homo Sapiens   | 17            |

## Orchestra
Orchestra diretta dai maestri: Riccardo Vantellini, Natale Massara, Victor Bach, Massimo Salerno, Ezio Leoni, Renato Angiolini, Marcello Faneschi, Rodolfo Grieco, Giacomo Simonelli.

## Sigla
Composizione del maestro Riccardo Vantellini.

## Ospiti
Questi gli ospiti che sono intervenuti nel corso delle tre serate di questa edizione del Festival di Sanremo:
- Domenico Modugno - Il Vecchietto
- Barry White - I'm Qualified to Satisfy You
- Iva Zanicchi - Arrivederci Padre
- Marcella - Abbracciati
- Loredana Bertè
- Wess e Dori Ghezzi con il brano Amore bellissimo di Beretta/Cavallaro
- Daniel Sentacruz Ensemble - Allah Allah
- Juli & Julie
- Rick Dees - Disco Duck / Dis-gorilla
- Wess Machine
- John Miles - Remember Yesterday
- Chocolat's - La bamba - Kings Of Clubs
- Gigliola Cinquetti
- Duilio Del Prete
- Alfredo Cerruti